# Корк (графство)
Вижте пояснителната страница за други значения на Корк.
Корк (на английски: County Cork, Каунти Корк; на ирландски: Contae Chorcaí) е едно от 26-те графства на Ирландия. Намира се в провинция Мънстър. Граничи с графствата Уотърфорд, Лимерик и Кери. На юг граничи с Ирландско море. Има площ 7457 km². Население 480 909 жители към 2006 г. заедно с главния град на графството Корк. Градовете в графството са Йол, Каригалайн, Корк (най-голям по население), Коув, Малоу, Мидълтън и Чарлевил.